# Bronchodilatans

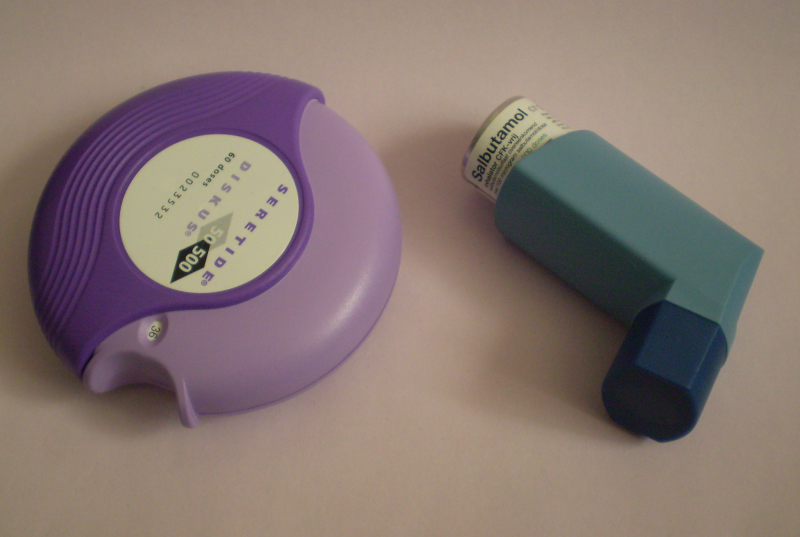
Inhalátory pro léčbu astmatu. Tyto inhalátory často obsahují kombinaci dvou látek: jedna (typicky kortikosteroidy) působí protizánětlivě a druhá látka (bronchodilatans) zmenšuje zúžení průdušek, které je důsledkem probíhajícího zánětu.

Bronchodilatans je látka, které způsobuje dilataci (roztažení) průdušek a průdušinek, snižuje tak aerodynamický odpor a zlepšuje tím průchodnost dýchacích cest. Bronchodilatancia mohou být endogenní (vytvářená přirozeně v těle) nebo se může jednat o léčiva podávaná k léčbě dýchacích potíží. Nejužitečnější jsou při obstrukčních onemocněních plic, z nichž nejčastější jsou astma a chronické obstrukční onemocnění. Přestože je to stále kontroverzní, mohou být užitečná také při bronchiolitidě. Často se předepisují při restriktivních onemocněních plic, přestože jejich význam nebyl prokázán.